# Libellula luctuosa
Libellula luctuosa è un insetto appartenente alla famiglia Libellulidae.

## Distribuzione e habitat
Proviene dal Nord America, dove è diffusa soprattutto negli Stati Uniti (eccetto le Montagne Rocciose), in Ontario e Quebec.

## Descrizione
In entrambi i sessi le ali presentano una fascia marrone. Nei maschi tende all'azzurro, e sulle ali è presente anche una striscia bianca azzurrina, assente invece nelle femmine, che hanno il corpo marrone.